# Гириджа
Дасари Гири́джа (англ. Dasari Girija, телугу గిరిజ; 3 марта 1938, Канкипаду, Британская Индия — 5 сентября 1995, Т. Нагар) — индийская актриса

 и комик 1950-х и 1960-х годов.

## Биография
Родилась 3 марта 1938 года в городке Канкипаду, что ныне в штате Андхра-Прадеш. Её мать — актриса Дасари Раматилакам. Первым фильмом Гириджи стал Paramanandayya Sishyulu (1950). Роль богини Паталы Бхайрави в одноимённом хите 1951 года принесла ей известность и обеспечила множество предложений работы в течение двух следующих десятилетий. 
Она работала во многих фильмах с Реланги Венкатармаеей и они стали известной комедийной парой. В 1950-х годах она снялась в нескольких тамильских фильмах.
Гириджа вышла замуж за С. Саньяси Раджу, у них есть дочь Салима (род. 4.11.1973), ставшая актрисой. по словам Салимы отец жестоко обращался с ней и матерью и ушел из семьи, когда она ещё была ребёнком.